# Sheldon Leonard
Sheldon Leonard Bershad (* 22. Februar 1907 in New York City, New York; † 10. Januar 1997 in Beverly Hills, Kalifornien) war ein US-amerikanischer Film- und Fernseh-Produzent, Regisseur, Drehbuchautor und Schauspieler.

## Leben
Sheldon Leonard wurde als Sohn des jüdischen Ehepaars Anna und Frank Bershad geboren und machte 1929 seinen Abschluss an der Syracuse University.
Als Schauspieler spezialisierte sich Leonard auf Nebenrollen, besonders auf Gangster oder Schwerverbrecher und trat in Filmen wie Ist das Leben nicht schön? (1946), Haben und Nichthaben (1944) und Open Secret (1948) auf. Sein Kennzeichen war sein starker New Yorker Akzent, den er aus dem Mundwinkel von sich gab. Im Kultfilmklassiker Decoy nutzt Leonard seine Schwerverbrecherpersönlichkeit, um den hartgesottenen Polizeidetektiv Joe Portugal zu verkörpern. In den 1950er Jahren, synchronisierte Leonard die faule Katze Dodsworth in zwei Warner Bros.-Cartoons, die unter Regie von Robert McKimson produziert wurden.
Im Radio spielte Leonard in den späten 1940er und den frühen 1950er Jahren den exzentrischen Rennbahnschlepper The Tout in der Sendung The Jack Benny Program. Seine Rolle bestand darin, Benny aus dem Blauen heraus an Eisenbahnstation, Straßenecken oder in Kaufhäusern zu begrüßen („Hey Bud, come here a minute“ („Hey Kumpel, komm mal kurz her.“)), und Benny zu fragen, was er vorhatte, und ihn dann davon abzubringen, indem er verrückte und irrelevante Rennbahnlogik anwendete. Ironischerweise gab er in seiner Rolle als The Tout niemals Informationen über Pferderennen heraus, wenn Jack Benny dies nicht ausdrücklich verlangte. Eine der Entschuldigungen, die The Tout vorgab war, „Who knows about horses?“ („Wer kennt schon Pferde?“). Leonard war auch Teil des Ensembles der Radioshow von Dean Martin und Jerry Lewis.
Er trat auch oft in der englischen Radiohörspielreihe The Adventures of the Saint (Simon Templar) auf, in der er Gangster und Schwerverbrecher, aber manchmal auch positive Rollen spielte.
Leonard ist ebenfalls bekannt als Produzent von Fernsehserien wie der Danny Thomas Show (auch bekannt als Make Room For Daddy) (1953–1964), Andy Griffith Show (1960–1968), The Dick Van Dyke Show (1961–1966) und Tennisschläger und Kanonen (1965–1968). Leonard synchronisierte auch Linus the Lionhearted in einer Reihe von Post Crispy-Critters-Cerealien-Fernsehwerbespots im Jahr 1963 und 1964, die zu einer Linus Cartoonfernsehserie führte, die Samstags und später Sonntag morgens auf CBS (1964–66) und ABC (1967–69) ausgestrahlt wurde. Er war auch kurzzeitig Star seiner eigenen Fernsehshow Big Eddie, in der er den Eigentümer eines großen Sportstadions spielte. Die Show lief nur eine Saison von 1975 bis 1976.
Die Figur des Andy Taylor aus der Andy Griffith Show wurde in einer Folge der Danny Thomas Show aus dem Jahr 1960 eingeführt, die zur Fernsehserie der Andy Griffith Show führte. Leonard wird daher inoffiziell als Erfinder der Praxis geführt, eine Backdoor-Pilot-Folge für eine neue Fernsehserie zu nutzen, in der der Gaststar als neue Figur eingeführt wird, um diese Figur als Basis für die neue Fernsehserie zu nutzen.
Leonard war zusammen mit dem Autor Mickey Spillane der erste Miller Lite-Spokesman. Indem er seinen für ihn typischen New Yorker Akzent nutzt, wendet er sich ans Publikum: „I was at first reluctant to try Miller Lite, but then I was persuaded to do so by my friend, Large Louis.“ (Ich habe mich zuerst gesträubt, Milly Lite zu probieren, aber dann wurde ich von meinem Freund Large Louis davon überzeugt). Eine seine letzten Rollen war der Gastauftritt in einer Folge der Fernsehserie Cheers im Jahr 1990, in der er den Eigentümer von „The Hungry Heifer“, Norm Petersons Lieblingsrestaurant, spielte.
Leonard starb mit 89 Jahren und wurde im Hillside Memorial Park Cemetery in Culver City in Kalifornien beerdigt.
Bill Cosby verwendete eine Verkörperung von Sheldon Leonard für einen Titel seines Comedyalbums Wonderfulness aus dem Jahr 1966. Der Titel „Niagara Falls“, beschreibt Sheldon Leonards Flitterwochen an den Niagarafällen.
Sheldon Leonards Name inspirierte die Autoren der US-amerikanischen Sitcom The Big Bang Theory zu den Vornamen für die Figuren Sheldon Cooper und Leonard Hofstadter, weil sie Fans seiner Arbeit sind.

## Filmografie (Auswahl)

### Produzent
- 1957–1964 Danny Thomas Show
- 1960–1968 Andy Griffith Show
- 1961–1966 The Dick Van Dyke Show
- 1965–1968 Tennisschläger und Kanonen
- 1964–1969 Gomer Pyle, USMC
- 1969–1970 My World and Welcome to It
- 1970 From a Bird’s Eye View
- 1971–1972 Shirley’s World

### Regisseur
- Andy Griffith Show
- Danny Thomas Show
- The Dick Van Dyke Show
- Mein Onkel vom Mars
- Tennisschläger und Kanonen

### Schauspieler
- 1936: Ouanga
- 1939: Noch ein dünner Mann (Another Thin Man)
- 1941: Tall, Dark and Handsome
- 1942: Der schwarze Vorhang (Street of Chance)
- 1942: Gangsterfalle (Lucky Jordan)
- 1943: Abbott und Costello auf Glatteis (Hit the Ice)
- 1944: Passport to Suez
- 1944: Auf Ehrenwort (Uncertain Glory)
- 1944: Haben und Nichthaben (To have and have not)
- 1945: Die Herberge zum Roten Pferd (Frontier Gal)
- 1945: Unter schwarzer Flagge (Captain Kidd)
- 1945: Why Girls Leave Home
- 1946: Bowery Bombshell
- 1946: Blonder Lockvogel (Decoy)
- 1946: Ist das Leben nicht schön? (It’s a wonderful life)
- 1946: Irgendwo in der Nacht (Somewhere in the Night)
- 1947: The Gangster
- 1947: Sindbad der Seefahrer (Sindbad the Sailor)
- 1948: Jinx Money
- 1949: Mein Traum bist Du (My Dream Is Yours)
- 1949: Two Knights from Brooklyn
- 1950: Auf Winnetous Spuren (The Iroquis Trail)
- 1951: Auf Sherlock Holmes’ Spuren (Abbott and Costello Meet the Invisible Man)
- 1951: Gangster unter sich (Behave Yourself!)
- 1951: Come Fill the Cup
- 1952: Gauner mit weißer Weste (Stop, Your’re Killing Me)
- 1953: Der tollkühne Jockey (Money from Home)
- 1953: Der blaue Stein des Maharadscha (The Diamond Queen)
- 1955: Schwere Jungs – leichte Mädchen (Guys and Dolls)
- 1961: Die unteren Zehntausend (Pocketful of Miracles)
- 1978: Das große Dings bei Brinks (The Brink’s Job)
- 1990: Mord ist ihr Hobby, 16. Folge der 6. Staffel, „Die schwarze Frau“ (The Big Show of 1965)
- 1990: Cheers (Fernsehserie, Folge S9E6: „Norm als Bürgerrechtler“)[5]